# Привид в моєму ліжку
«Привид в моєму ліжку» («C'è un fantasma nel mio letto») — італійська еротична комедія 1981 року, знята режисером Клаудіо Джорджі.

## Сюжет
Італійські молодята, які прибули до Англії, щоб провести медовий місяць, змушені зупинитися в середньовічному замку з привидами. Головний привид, невтомний барон Трентон, присутній у замку не тільки на картині, а й жваво носиться спальнями та коридорами в пошуку нових еротичних пригод. І це йому вдається набагато краще, ніж живим чоловікам!..

## У ролях
- Ліллі Караті: Аделаїда Ферретті
- Вінченцо Крочітті: Камілло Фумагаллі
- Ренцо Монтаньяні: Арчібальд Трентон
- Ванесса Ідальго: баронеса
- Гверріно Крівелло: Ангус
- Алехандра Грепі: Діана
- Джакомо Ассандрі: Теренс
- Лучана Туріна: Джозефіна

## Знімальна група
- Режисер: Клаудіо Джорджі
- Сценарій: Луїс Марія Дельгадо, Хесус Р. Фолгар
- Оператор: Рауль Перес Куберо
- Монтаж: Джорджо Серралонга
- Спецефекти: Марко Бернардо
- Композитор: П'єро Умільяні
- Художник: Гонсало Гарсія Фланйо
- Костюми: Сусанна Мікоцці
- Грим: Маріса Марконі